# Aero L-39 Albatros

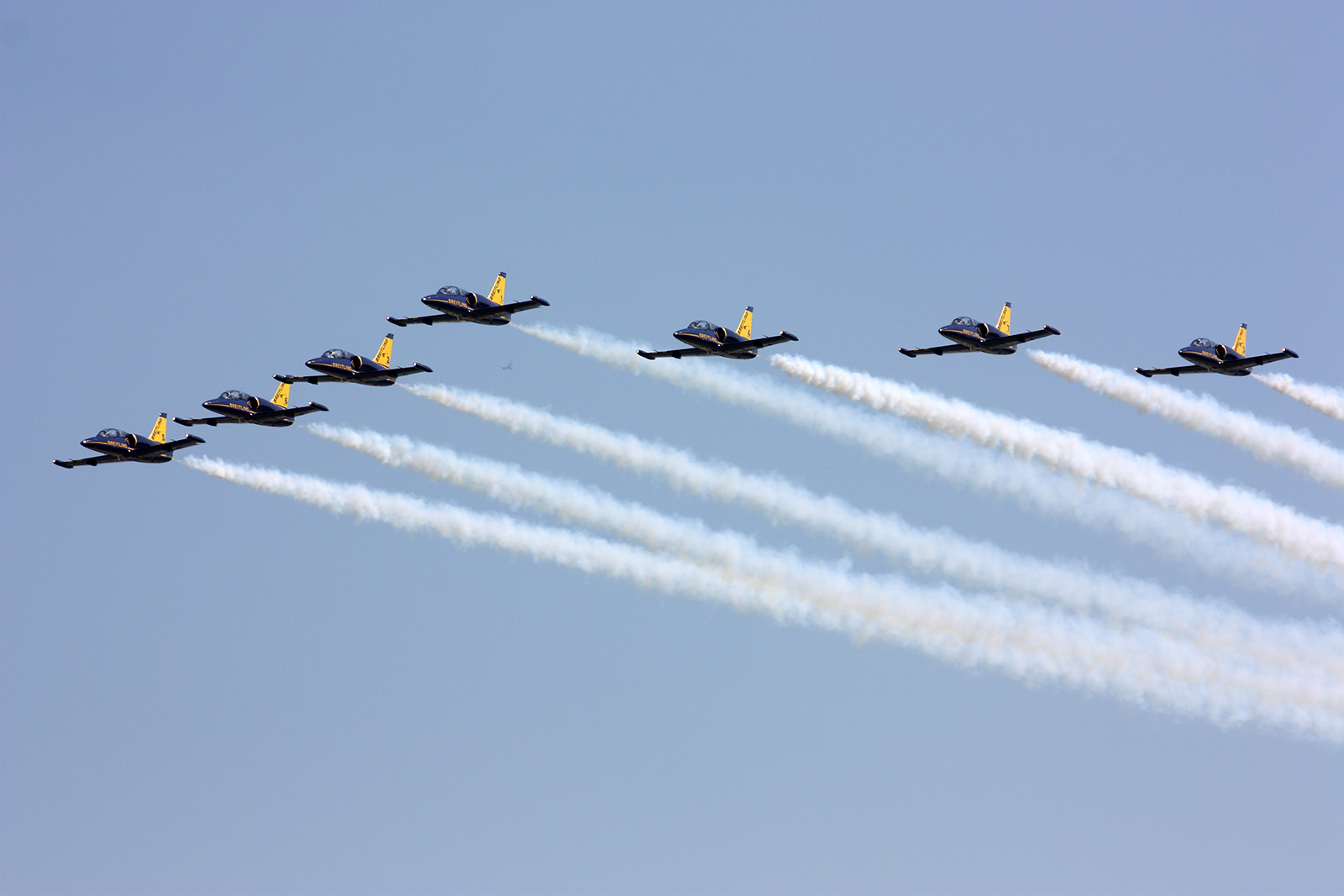
Breitling Jet Team

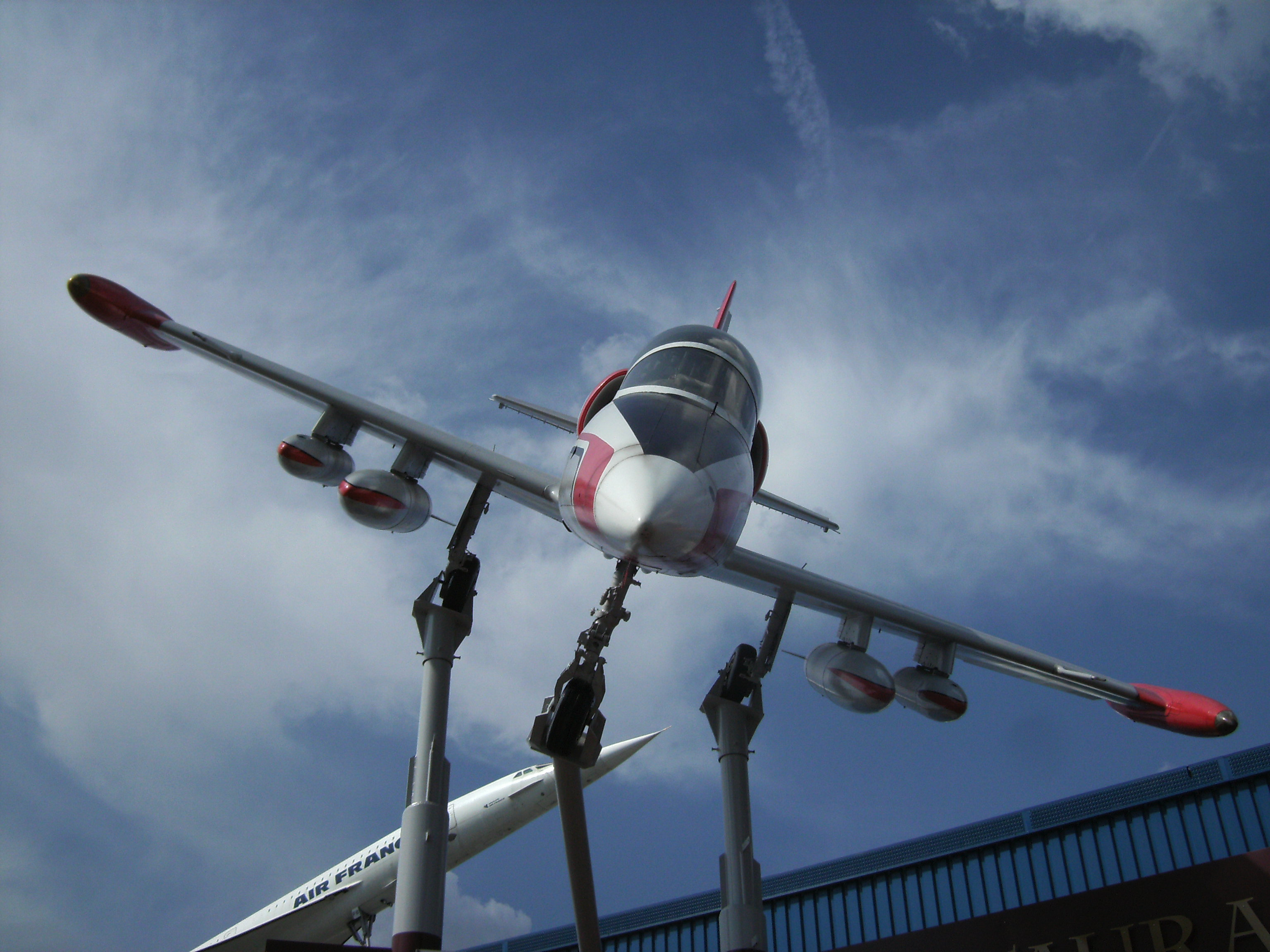
Aero L-39 in het Technik-Museum Sinsheim

De Aero L-39 Albatros is een Tsjechische Jet-Trainer gebouwd door Aero. Het toestel is ontwikkeld in de jaren 60 van de 20e eeuw om de L-29 Delfín te vervangen.

## Specificaties
- Bemanning: 2 man; instructeur en leerling
- Spanwijdte: 9,46 m
- Lengte: 12,13 m
- Hoogte: 4,77 m
- Vleugeloppervlak: 18,8 m2
- Maximale snelheid: 750 km/u op 4000 m
- Plafond: 11.500 m
- Vliegbereik: 1000 km

## Versies
- L-39C
- L-39CM
- L-39M1
- L-39MS
- L-39V
- L-39X-01 t/m L-39X-07
- L-39ZA
- L-39ZA/ART
- L-39ZAM
- L-39ZO

## (Oud) Gebruikers

### Militaire gebruikers
- Abchazië
- Afghanistan
- Algerije
- Armenië
- Azerbeidzjan
- Bangladesh
- Bulgarije
- Cambodja
- Congo-Brazzaville
- Cuba
- Egypte
- Estland
- Ethiopië
- Georgië
- Ghana
- Hongarije
- Irak
- Itsjkerië
- Jemen
- Kazachstan
- Kirgizië
- Libië
- Litouwen
- Nicaragua
- Nigeria
- Noord-Korea
- Oeganda
- Oekraïne
- Oezbekistan
- Oost-Duitsland
- Roemenië
- Rusland
- Slowakije
- Sovjet-Unie
- Syrië
- Tadzjikistan
- Thailand
- Tsjechië
- Tsjecho-Slowakije
- Tsjaad
- Tunesië
- Turkmenistan
- Vietnam

### Civiele gebruikers
- Verenigde Staten
- Frankrijk (Breitling Jet Team)
- Nederland (Skyline Aviation)
- Australië
- Nieuw-Zeeland

### Gerelateerde ontwikkelingen
- Aero L-29 Delfín
- Aero L-59 Super Albatros
- Aero L-159 ALCA

### Vergelijkbare vliegtuigen
- Aeromacchi MB-339
- AIDC AT-3
- ATG Javelin
- BAe Hawk
- CASA 101
- Dassault/Dornier Alpha Jet
- FMA IA 63 Pampa
- Hongdu JL-8
- IAR 99
- Kawasaki T-4
- PZL I-22 Iryda
- Soko G-2 Galeb
- Soko G-3 Super Galeb